# Pholidota rubra
Pholidota rubra är en orkidéart som beskrevs av John Lindley. Pholidota rubra ingår i släktet Pholidota och familjen orkidéer. Inga underarter finns listade i Catalogue of Life.